# Havets aktörer och andra visor i satellitnevigeringens tid
Havets aktörer och andra visor i satellitnevigeringens tid är ett album med Musikgruppen KAL från 1987, som sjunger egna tonsättningar av Anders Wällhed och Ove Allansson.

## Låtlista
Sida A:
1. Ombordare, Ombordare (Larsson/Allansson/Wällhed) (3:08)
2. Därför satt vi tyst i mässen (Krook/Allansso/Wällhed) (2:56)
3. Hemmahamn med frusen vestibul (En sjömanshustrus ballad) (Andersson/Wällhed) (3:03)
4. Köra båten (Larsson/Allansson/Wällhed) (3:24)
5. På minnets redd (Andersson/Wällhed) (3:30)
6. Havets aktörer (Sång till tumlare och delfiner) (Krook/Allansson/Wällhed) (1:57)
7. Den gamla goda tiden (Larsson/Wällhed) (1:42)

Sida B:
1. Fias sång (En kvinnlig mässman berättar) (Krook/Allansson/Wällhed) (2:38)
2. Container Blues (Krook/Allansson/Wällhed) (2:40)
3. Du gamla maskinist (Larsson/Allansson/Wällhed) (3:55)
4. Gröt Olle (Andersson/Allansson/Wällhed) (3:15)
5. Den flygande Holländaren (En nära framtidsversion) (Larsson/Allansson/Wällhed) (1:47)
6. Trots allt (Andersson/Wällhed) (3:38)
7. Akterseglad (Andersson B.) (1:52)